# Arte mueble
Arte mueble es un término aplicado, en sentido amplio, sobre un objeto de dimensiones limitadas y manejables; es decir, que puede ser transportado por el ser humano, como cofres, muebles, plaquetas, etc.
El concepto de arte mobiliar se compagina, pues, con el de arte parietal que no se puede trasladar porque está realizado sobre los muros o las rocas (arte rupestre). Tampoco debe considerarse arte mueble a las piezas de grandes proporciones como las estelas o las estatuas-menhir del Neolítico y la Edad de los Metales.
En el mueble son utilizados la piedra, hueso o marfil.
Consecuentemente, el arte mueble es muy diverso ya que no solo comprende creaciones exclusivamente artísticas (como estatuillas u ornamentos), sino también objetos funcionales, herramientas y útiles decorados. Así, podemos encontrar el arte mueble paleolítico que incluye plaquetas grabadas, venus paleolíticas, adornos, arpones, azagayas, bastones perforados o propulsores decorados, por ejemplo. En epipaleolítico europeo son muy característicos también los cantos pintados azilienses.
En el Neolítico aparecen, además, objetos de barro cocido (es decir, vasijas decoradas, figurillas de cerámica...), idolillos, tejidos, esteras con motivos geométricos o figurativos, etc.
En la Edad de los Metales, a todos estos elementos se añaden objetos metálicos, piezas suntuarias y rituales, broches y armas; todo elaborado con técnicas decorativas enormemente sofisticadas como el nielado en plata, las filigranas, el repujado, el damasquinado el moldeo a la cera perdida, y, así, hasta nunca acabar.

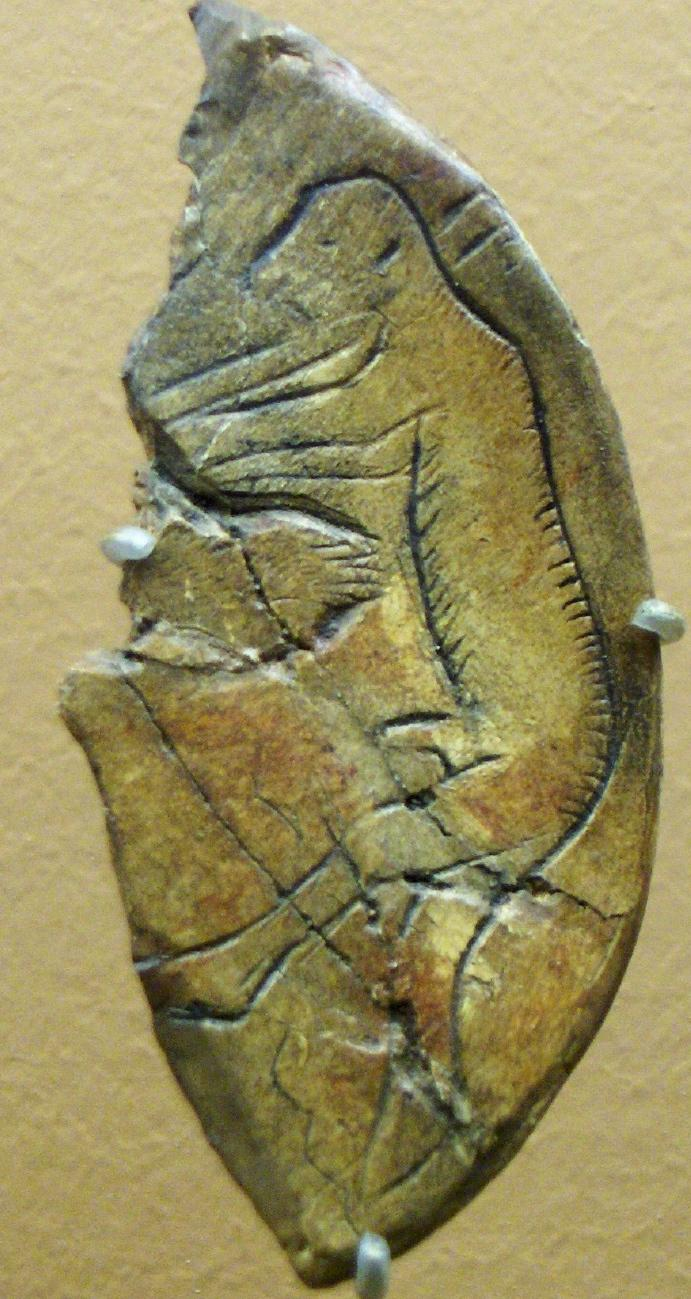
Hueso grabado Paleolítico
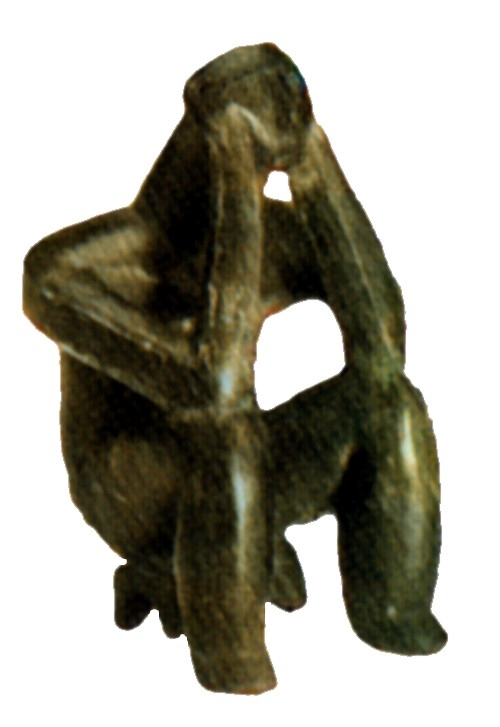
Idolillo neolítico de arcilla quemada (Cultura Hamangia) Neolítico
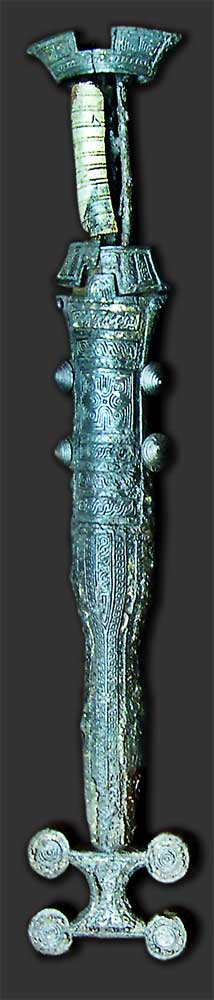
Puñal de prestigio Edad del Hierro
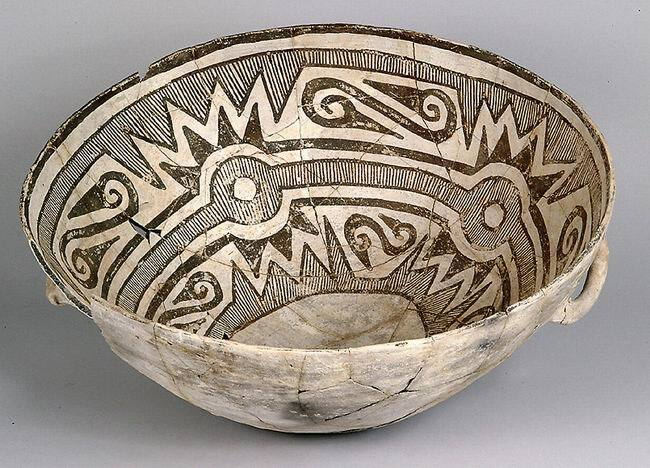
Cerámica decorada Cultura Anasazi

- Datos: Q1746936